# 3M Championship
Het 3M Championship is een jaarlijks golftoernooi in de Verenigde Staten dat deel uitmaakt van de Champions Tour. Het toernooi vindt telkens plaats op de TPC Twin Cities in Blaine (Minnesota). Het wordt in drie speelronden afgewerkt zonder cut en het wordt gespeeld volgens de strokeplay-formule.

## Geschiedenis
In 1993 werd het toernooi opgericht als de Burnett Senior Classic. De eerste editie werd gewonnen door de Amerikaan Chi-Chi Rodríguez. In 1998 werd het toernooi hernoemd tot de Coldwell Banker Burnet Classic. Sinds 2001 wordt het toernooi georganiseerd als het 3M Championship, dat is vernoemd naar de hoofdsponsor 3M.

## Winnaars
| Jaar                            | Winnaar                | Score                  | Score                  | Info                                                                            |
| Burnett Senior Classic          | Burnett Senior Classic | Burnett Senior Classic | Burnett Senior Classic | Burnett Senior Classic                                                          |
| ------------------------------- | ---------------------- | ---------------------- | ---------------------- | ------------------------------------------------------------------------------- |
| 1993                            | Chi-Chi Rodríguez      | 201                    | –15                    |                                                                                 |
| 1994                            | Dave Stockton          | 203                    | –13                    |                                                                                 |
| 1995                            | Raymond Floyd          | 201                    | –15                    |                                                                                 |
| 1996                            | Vicente Fernández      | 205                    | –11                    |                                                                                 |
| 1997                            | Hale Irwin             | 199                    | –17                    |                                                                                 |
| Coldwell Banker Burnett Classic |                        |                        |                        |                                                                                 |
| 1998                            | Leonard Thompson po    | 134                    | –10                    | » Wegens slecht weer afgewerkt in twee ronden. » Won de play-off van Isao Aoki. |
| 1999                            | Hale Irwin             | 201                    | –15                    |                                                                                 |
| 2000                            | Ed Dougherty           | 197                    | –19                    |                                                                                 |
| 3M Championship                 |                        |                        |                        |                                                                                 |
| 2001                            | Bruce Lietzke          | 207                    | –9                     |                                                                                 |
| 2002                            | Hale Irwin             | 204                    | –13                    |                                                                                 |
| 2003                            | Wayne Levi             | 205                    | –11                    |                                                                                 |
| 2004                            | Tom Kite               | 203                    | –13                    |                                                                                 |
| 2005                            | Tom Purtzer            | 201                    | –15                    |                                                                                 |
| 2006                            | David Edwards          | 204                    | –12                    |                                                                                 |
| 2007                            | D.A. Weibring          | 198                    | –18                    |                                                                                 |
| 2008                            | R.W. Eaks              | 193                    | –23                    |                                                                                 |
| 2009                            | Bernhard Langer        | 200                    | –16                    |                                                                                 |
| 2010                            | David Frost            | 191                    | –25                    |                                                                                 |
| 2011                            | Jay Haas               | 201                    | –15                    |                                                                                 |
| 2012                            | Bernhard Langer        | 198                    | –18                    |                                                                                 |
| 2013                            | Tom Pernice Jr         | 199                    | –17                    |                                                                                 |
| 2014                            | Kenny Perry            | 193                    | –23                    |                                                                                 |

| Toernooirecord |  | po = winnaar na play-off |